# Elizabeth Baur
Elizabeth Baur est une actrice américaine née le 1er décembre 1947 à Los Angeles (Californie) et morte dans la même ville le 30 septembre 2017. Elle est surtout connue pour son rôle de de Teresa O'Brien dans la série Ranch L et de l'officier Fran Belding dans la série L'Homme de fer (1967-1975)

## Biographie
Bien que née en Californie, Elizabeth Baur a des racines françaises. Son arrière-grand-mère, Juanita Gless faisait partie d'une colonie basque à venir s'installer en Californie. L'actrice Sharon Gless est une cousine germaine d'Elizabeth. Le père d'Elizabeth, Jack Baur, responsable de casting auprès des studios de la Twentieth Century Fox ne voulant pas que sa fille fasse carrière dans l'industrie cinématographique l'envoie au Los Angeles Valley College pour entrer à la prestigieuse Immaculate Heart High School de Los Angeles.
Mais très vite, la fibre artistique titille l'adolescente qui quitte son lycée pour intégrer un programme d'entrainement des acteurs pour la Fox. Dans son groupe se trouvent les acteurs et actrice Jacqueline Bisset, James Brolin et Lyle Waggoner.
Au cinéma, elle ne fait qu'une brève apparition dans L'Étrangleur de Boston.
Les téléspectateurs français la découvrent dans Ranch L en 1970 et dans L'Homme de fer en 1976 à l'occasion de l'achat par Antenne 2 de 13 épisodes de la saison 5.
Après l'arrêt de sa carrière d'actrice, elle s'est dédiée à la peinture. Elle a participé en 1993 au téléfilm Le Retour de L'Homme de fer.
Elle est décédée d'un cancer le 30 septembre 2017.

## Filmographie

### Télévision

#### Années 1960
- 1968 : Batman (série TV) : la quatrième policewoman
- 1968-1970 : Ranch L (Lancer) (série TV) : Teresa O'Brien
- 1968 : Insight (série télévisée) (épisode : All the Things I've Never Liked) : Nicole

#### Années 1970
- 1970 : Daniel Boone (série TV) : Virginia
- 1970 : The Young Rebels (série TV) : Rachel
- 1971 : Room 222 (série TV) : Meaghan
- 1971 : Nanny et le professeur (Nanny and the Professor) (série TV) : Susan Baxter
- 1971-1975 : L'Homme de fer (Ironside) (série TV) : Fran Belding
- 1972 : The Bold Ones: The New Doctors (série TV) : Fran Belding
- 1972 : Emergency ! (série TV) : sœur Barbara
- 1975 : Section 4 (S.W.A.T) (série TV) : docteur Ellen Benton
- 1977 : ABC Weekend Special (série TV) : Annabel
- 1978 : Sergent Anderson (Police Woman) (série TV) : Joslyn Westmore

#### Années 1980
- 1981 : L'Île fantastique (Fantasy Island) (série TV) : Lucy Carson
- 1984 : Les Enquêtes de Remington Steele (Remington Steele) (série TV) : Margie Kelsey

#### Années 1990
- 1993 : Le Retour de L'Homme de fer (The Return of Ironside) (téléfilm) de Gary Nelson : Fran Belding

#### Cinéma
- 1965 : Diabolical destiny (Court métrage) de Peter R.J. Deyell : Little Nel
- 1968 : L'Étrangleur de Boston (The Boston Strangler) de Richard Fleischer : Harriet Fordin

### Vie privée
Le 24 juillet 1976, Elizabeth Baur s'est mariée au docteur Eugene William Worton. Ils ont un enfant : Lesley Worton, producteur.
Divorcée, elle s'est remariée en 1985 avec Charles Springer.